# Hayat El Ghazi
Hayat El Ghazi (sinh năm 1979) là một tay ném bú người Maroc.
Cô đã giành được huy chương đồng tại Giải vô địch châu Phi 2002 và 2004. Năm 2003, cô đã ném kỷ lục quốc gia 60,43 mét.
Năm 2007, El Ghazi bị kết tội dùng doping do sử dụng norandrosterone. Mẫu được gửi vào ngày 10 tháng 8 năm 2006 tại Giải vô địch châu Phi năm 2006 tại Bambous, Mauritius, nơi cô ban đầu giành huy chương bạc. Cô đã bị đình chỉ từ tháng 9 năm 2006 đến tháng 9 năm 2008, cũng như không đạt được tất cả các kết quả đạt được kể từ ngày cô được kiểm tra.